# Bellac
Bellac is een gemeente in het Franse departement Haute-Vienne (regio Nouvelle-Aquitaine) en telt 3.639 inwoners (2019), die Bellachons worden genoemd. De plaats is de onderprefectuur van het arrondissement Bellac.

## Geschiedenis
De oude stad is gebouwd bij een kasteel van de graaf van Marche op een rots boven de Vincou en was volledig ommuurd. De stadsmuur telde drie poorten: Grand Portail in het noorden, Porte de la Prade in het zuiden en Porte Trilloux. In de 13e eeuw ontstond de wijk Chapterie, die via de Pont de la Pierre met de stad was verbonden. Hier vestigden zich ambachtslieden. In 1591 werd de stad belegerd door aanhangers van de Heilige Liga. Als dank voor hun steun verleende koning Hendrik IV in 1605 aan de inwoners van Bellac het voorrecht om een zouttaks te heffen. Met deze nieuwe inkomsten bekostigde de stad een uitbreiding van de stadsmuur en de bouw van drie bijkomende poorten: Porte du Dorat, Porte des Cernaux en Porte des Guilloux.

## Geografie
De oppervlakte van Bellac bedraagt 24,4 km², de bevolkingsdichtheid is 149 inwoners per km².
De onderstaande kaart toont de ligging van Bellac met de belangrijkste infrastructuur en aangrenzende gemeenten.

## Verkeer en vervoer
In de gemeente ligt spoorwegstation Bellac.

## Demografie
Onderstaande figuur toont het verloop van het inwonertal (bron: INSEE-tellingen).

## Geboren in Bellac
- Jean Giraudoux (1882-1944), schrijver en diplomaat

## Afbeeldingen

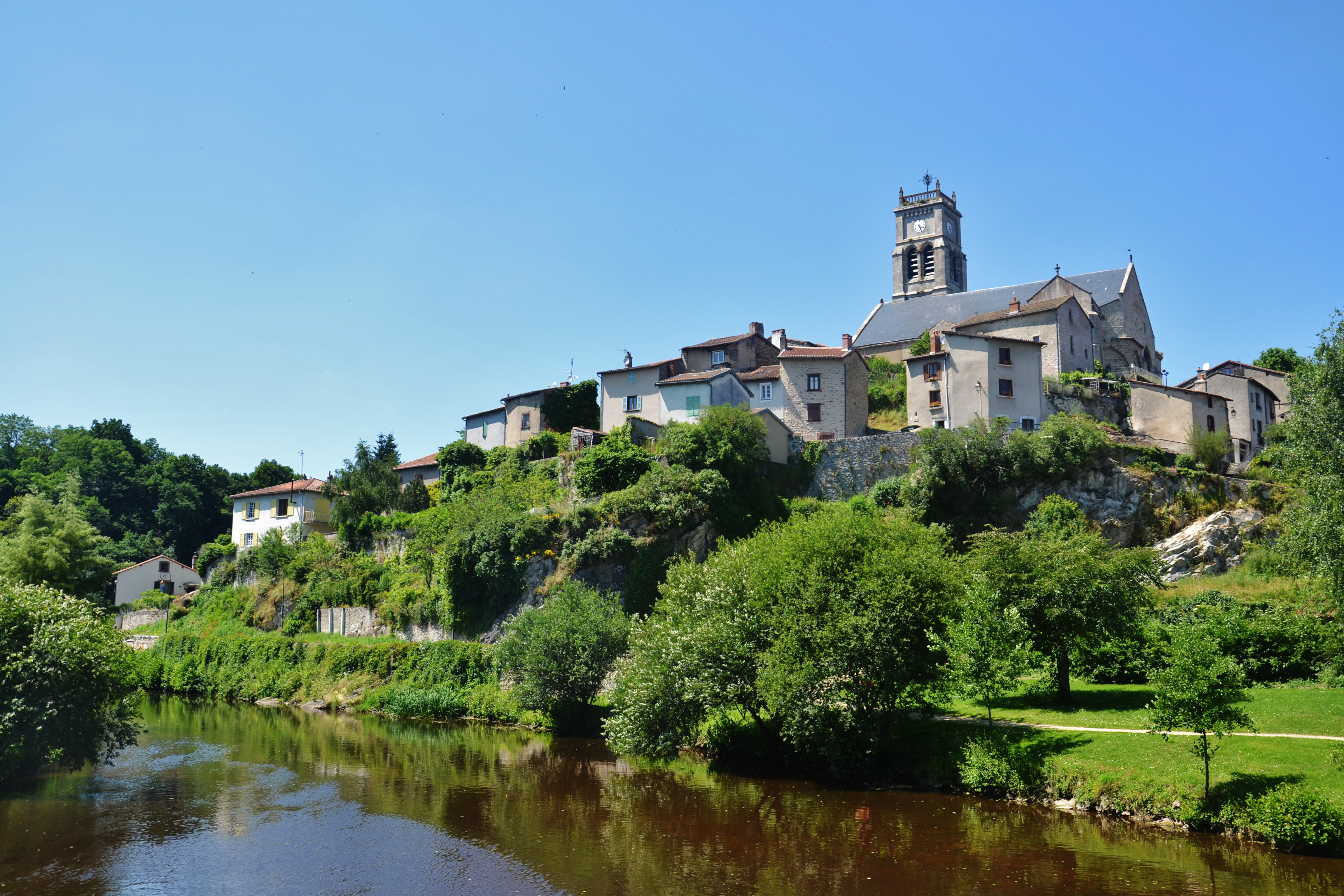
Gezicht op Bellac
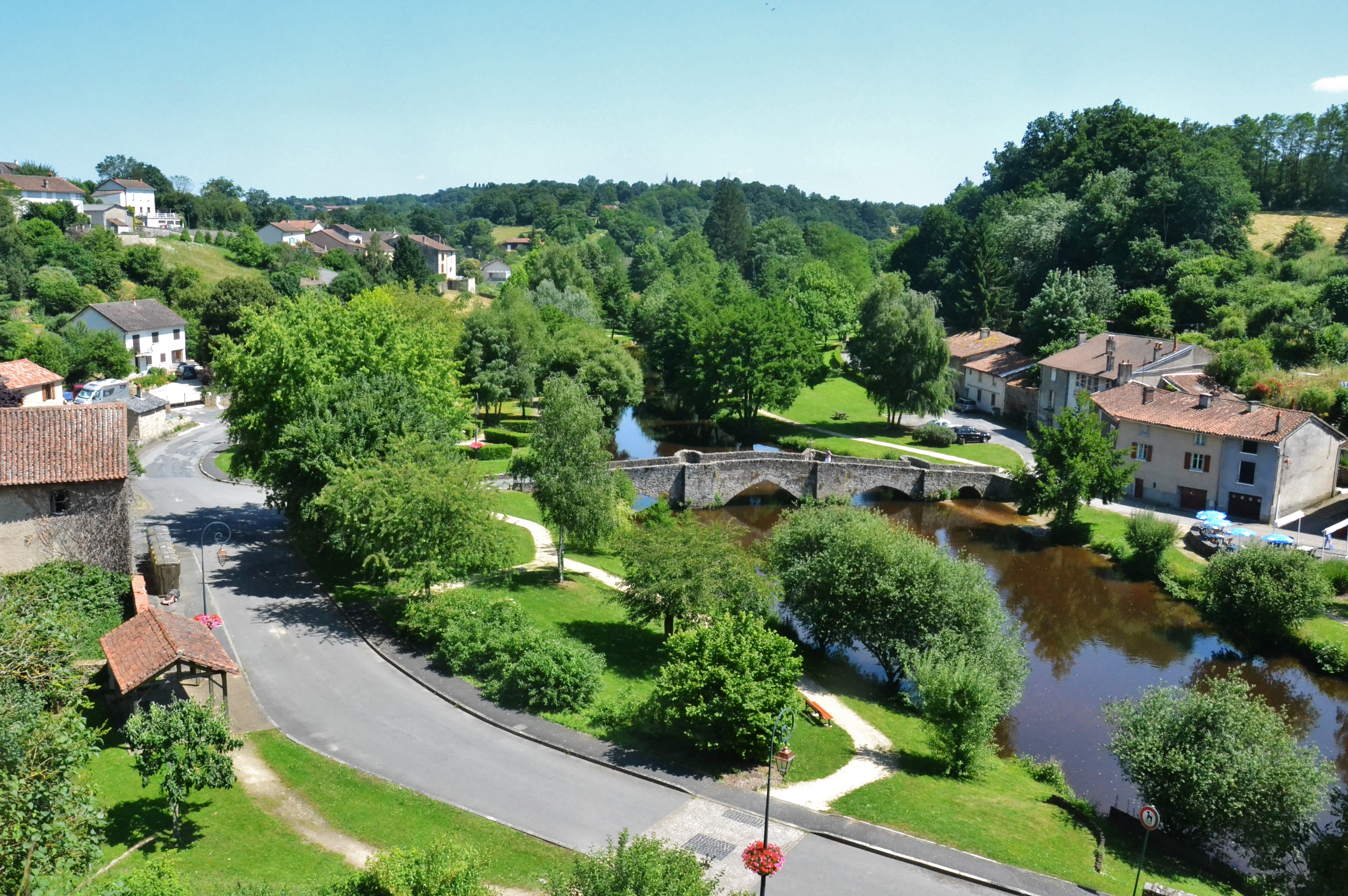
Pont de la Pierre
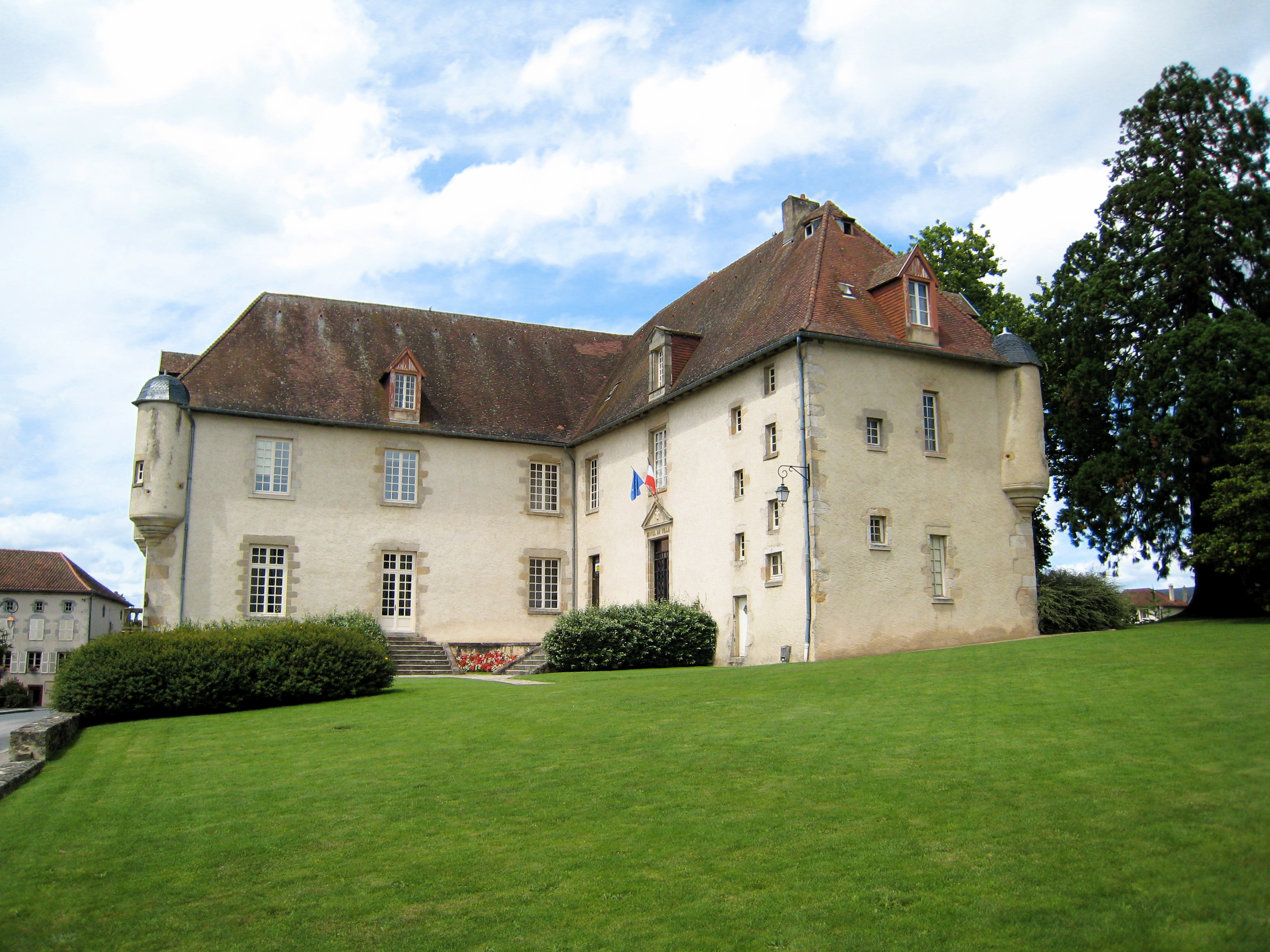
Gemeentehuis
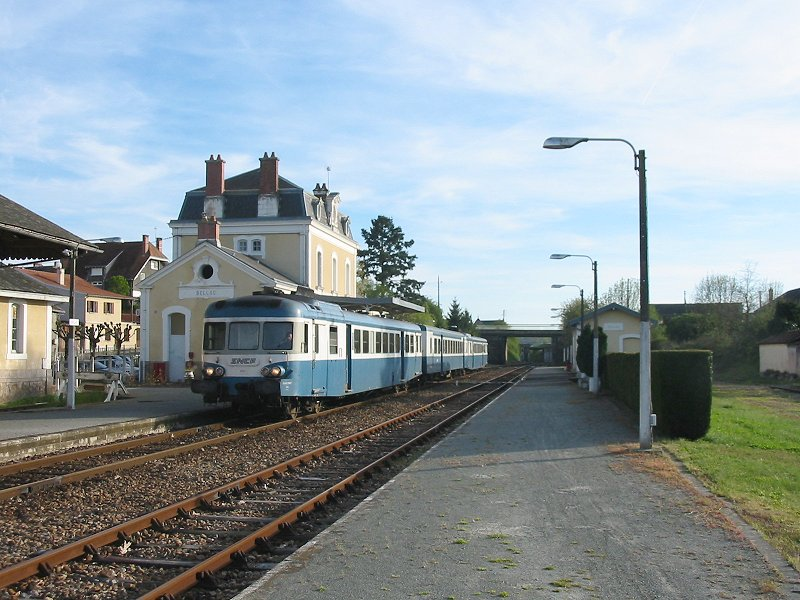
Station
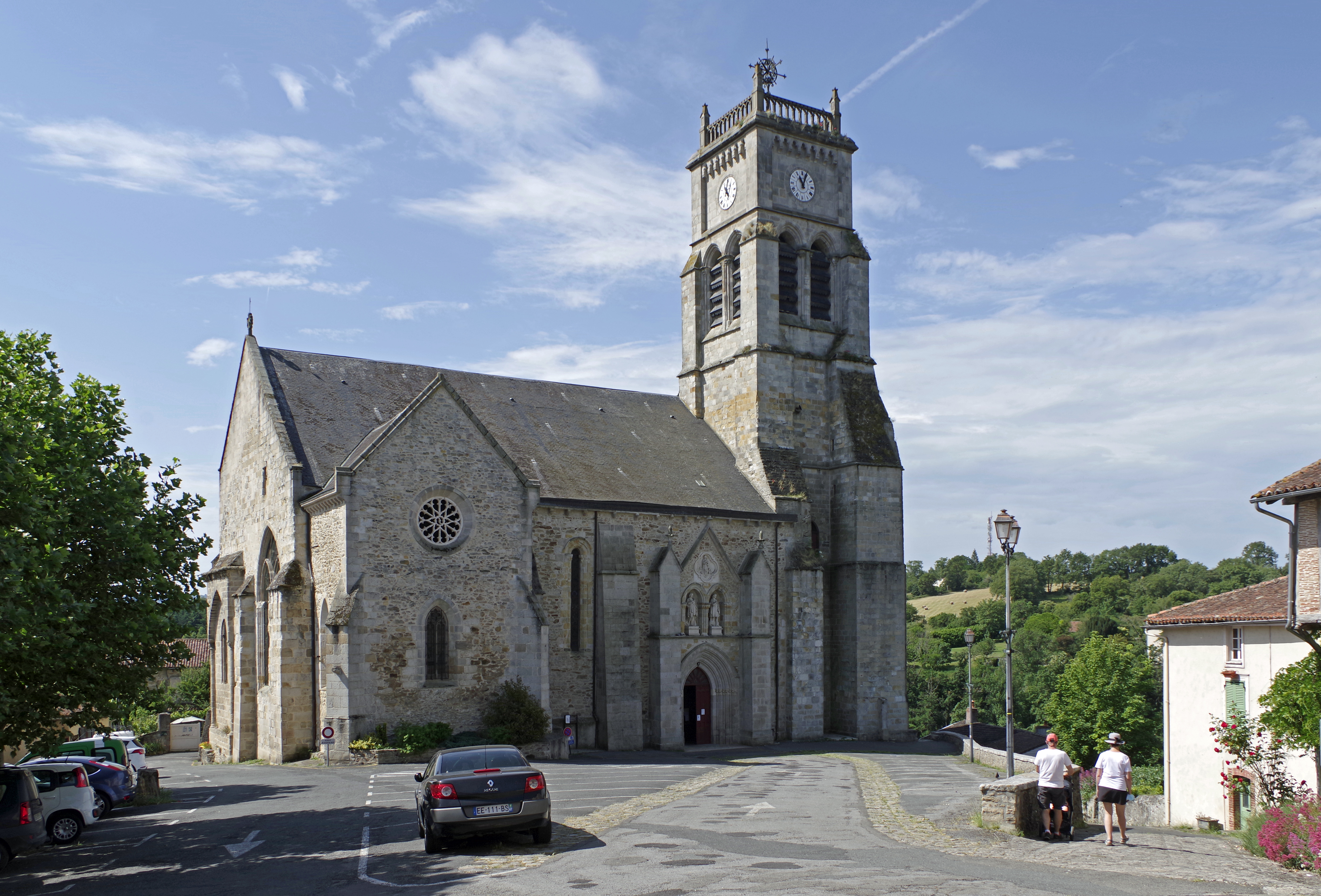
Kerk Assomption-de-la-Très-Sainte-Vierge
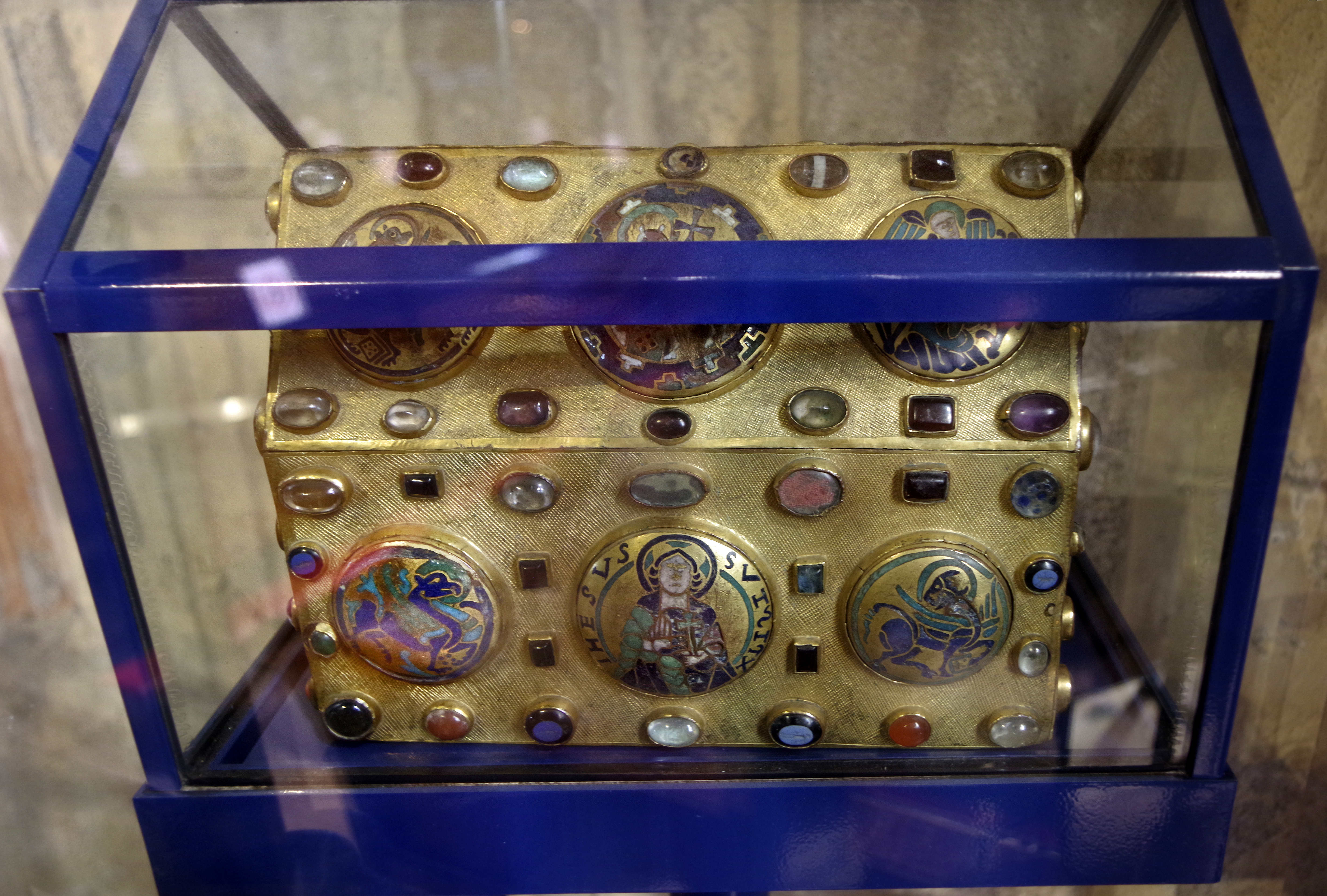
Reliekschrijn van Bellac in de kerk
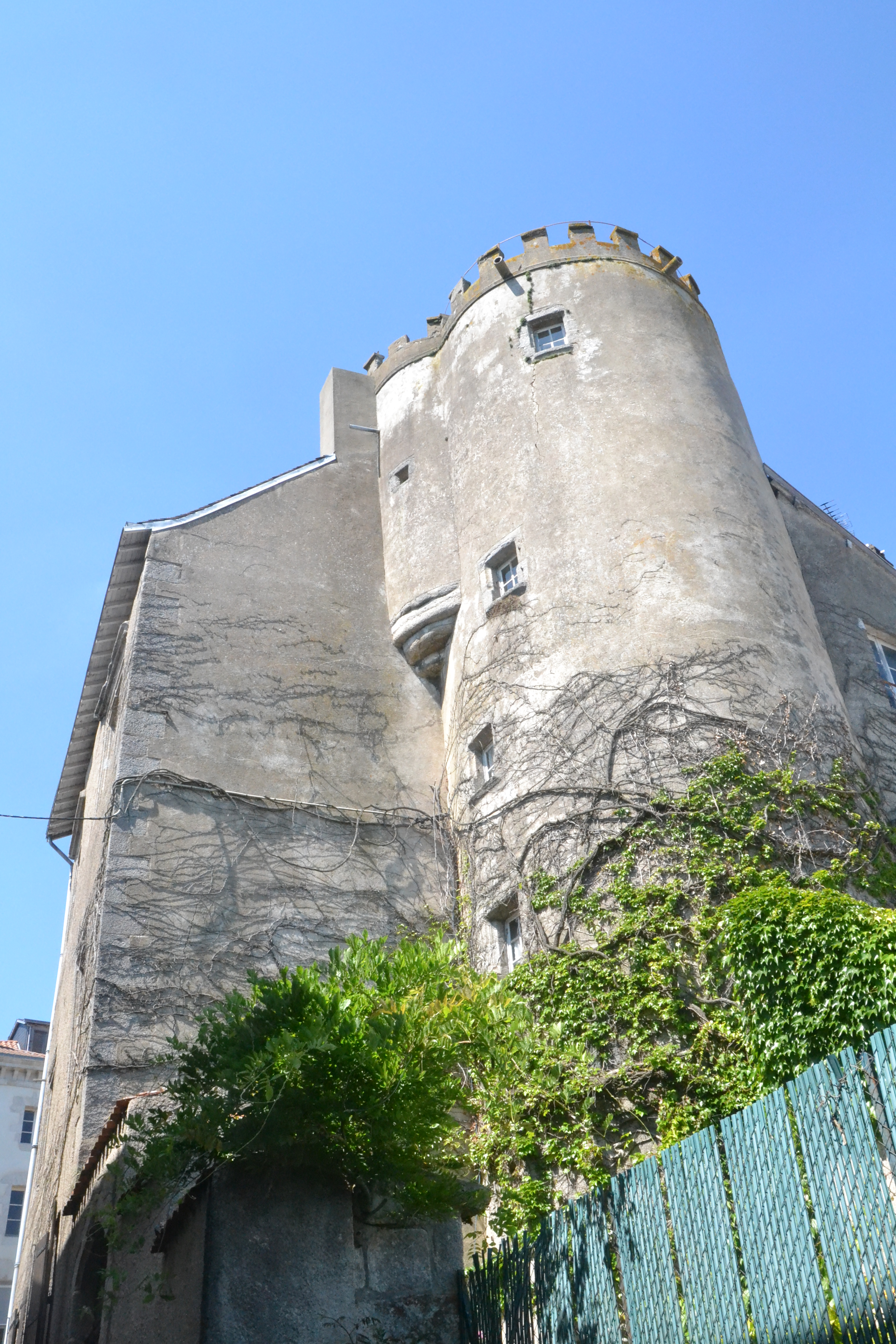
Tour Genebrias